# Marcin Sobala
Marcin Janusz Sobala (ur. 10 sierpnia 1972 w Warszawie) – polski szablista, dwukrotny medalista mistrzostw świata i trzykrotny medalista mistrzostw Europy.
Podczas mistrzostw świata w La Chaux-de-Fonds w 1998 roku Polacy w składzie: Norbert Jaskot, Marcin Sobala, Rafał Sznajder i Dariusz Gilman zdobyli brązowy medal w turnieju drużynowym. Na rozgrywanych rok później mistrzostwach świata w Seulu zdobył srebrny medal.. Był też między innymi ósmy w rywalizacji indywidualnej na MŚ 1998.
Wystartował na igrzyskach olimpijskich w Sydney w 2000 roku, gdzie był siódmy drużynowo, a indywidualnie zajął 24. miejsce. 
Na mistrzostwach Europy w Płowdiwie w 1998 roku zdobył złote medale drużynowo i indywidualnie. Był też trzeci w turnieju indywidualnym na mistrzostwach Europy w Limoges dwa lata wcześniej.